# Wheatus
Wheatus es un grupo de rock estadounidense de origen neoyorquino. Son popularmente conocidos por su sencillo "Teenage Dirtbag" incluido en la película "Un perdedor con suerte" (2000).

## Antecedentes.
Wheatus empezó como una banda más, ensayando en el garaje y apenas consiguiendo contratos para tocar en fiestas. Originalmente formada por Brendan Brown, su hermano Peter Brown y sus amigos Rich y Philip. A. Jiménez., la banda sacó su primer álbum de estudio homónimo en 2000. Fue entonces cuando el cantante Brendan Brown consiguió tocar en el Hard Rock Cafe, para transmisiones de MTV, y posteriormente participar en otros programas de esta cadena, los cuales influenciaron profundamente a la banda.
El 23 de marzo del 2004 consiguió un contrato con el sello discográfico Universal Music, con quienes la banda ha producido dos álbumes.[cita requerida]

## Miembros actuales
- Matthew Milligan - bajo, contrabajo eléctrico (2006-presente)
- William "Will" Tully – batería (2013–presente)
- Karlie Bruce – voz, coros (2008-2011, 2011–presente)
- Gabrielle Aimée Sterbenz – voz, coros (2011–presente)
- Mark Palmer - teclado (2011–presente)

## Antiguos miembros
- Peter McCarrick Brown – batería, coros (1995–2006)
- Philip A. Jiménez – percusión, teclados, armónica, banjo; multinstrumentista (1995-2003)
- Rich Liegey – bajo, coros (1995-2000)
- Mike Joseph McCabe – bajo, coros (2000–2005)
- Elizabeth Grace Brown – voz, coros (2002-2007)
- Kathryn Elizabeth Froggatt – voz, coros (2002-2006)
- Shannon Patrick Harris – teclado (2002–2004)
- Vanessa Jiménez – voz, coros (2003)
- Argenis Tumbaco - voz, coros (2003 Gira)
- Michael Bellar – teclado (2004–2005)
- Nicolas diPierro – bajo (2005–2006)
- Gerard Charles Hoffmann – teclado (2005–2011)
- Kevin Joaquin García – batería (2006-2013)
- Constance Renda – voz, coros (2006)
- Melissa "Missy" Heselton – voz, coros (2006-2007)
- Johanna Cranitch – voz, coros (2007-2011)
- Georgia Haege – voz, coros (2007-2008)
- Ken Flagg – teclado (2011)
- Delaney Gibson – voz, coros (2011)
- Dani Elliott – voz, coros (2011)

## Discografía
- "Wheatus" (2000) #7 UK, #55 AUS
- "Hand Over Your Loved Ones" (2003)
- "Suck Fony" (2005)
- "TooSoonMonsoon" (2005)
- "Pop, Songs & Death: Vol. 1 The Lightning EP" (2009)
- "Pop, Songs & Death: Vol. 2 The Jupiter EP" (2010)